# Agencia Mencheta
La Agencia Mencheta fue una de las primeras agencias de noticias de España.

## Historia
Fue fundada en Madrid en 1876 por el periodista Francisco Peris Mencheta, siendo la segunda agencia de noticias española tras Fabra.
En sus inicios fue una empresa de pequeño tamaño, con una cobertura eminentemente nacional y cuyos principales clientes se encontraban localizados en Madrid y Barcelona. Entre los periódicos que estuvieron suscritos a sus servicios telegráficos La Correspondencia de Valencia, El Noticiero Universal o El Noticiero Sevillano, fundados por Peris. A diferencia de otras agencias de noticias privadas, Mencheta sobrevivió a la Guerra civil y continuaría operando.
Durante la Dictadura franquista la agencia Mencheta atravesó muchas dificultades ante la censura oficial del régimen y el cuasi-monopolio que disfrutaba la agencia EFE en determinados ámbitos. La actividad de la agencia volvería a resurgir en 1978, cuando Arturo Mármol Peris-Mencheta se hizo con las riendas: Mencheta se especializó como agencia de carácter deportivo, ampliando su sede en Madrid e incrementando su red de colaboradores —llegando a tener 500 colaboradores en toda España—. Diez años después, en 1988, cincuenta y cuatro diarios y dos emisoras de radio estaban suscritos a sus servicio de noticias.